# علی‌آباد گلدشت
 علی‌آباد گلدشت، روستایی از توابع بخش مرکزی شهرستان دلگان در استان سیستان و بلوچستان ایران است.

## جمعیت
این روستا در دهستان دلگان قرار دارد و براساس سرشماری مرکز آمار ایران در سال ۱۳۸۵، جمعیت آن ۱۲۰ نفر (۲۱خانوار) بوده‌است.